# NGC 9
NGC 9는 페가수스자리에 위치한 막대나선은하이다. 지구에서 약 1억 4,000만 광년 떨어져 있다.